# Monte Prena
De Monte Prena (2561 m) is een top van het oostelijk deel van het bergmassief Gran Sasso. De berg ligt op de bergkam tussen de provincies Teramo en L'Aquila in de regio Abruzzen.
Ten zuiden van de berg strekt zich de enorme hoogvlakte Campo Imperatore uit. Vanaf deze vlakte is de Monte Prena het gemakkelijkst te beklimmen. De tocht naar de top duurt ongeveer drie uur en voert over een ruig en sterk geërodeerd terrein. Onderdeel van de tocht naar de top is de bergpas of -zadel Vado di Ferruccio (2245 m), het laagste punt van de bergkam tussen de Monte Prena en de Monte Camicia (2564 m).
De noordzijde van de berg is aanmerkelijk steiler. Vanuit Castelli (497 m), dat bekendstaat om zijn keramiek, rijst de noordwand steil omhoog. De beklimming van de Monte Prena vanaf deze zijde duurt ongeveer zes uur. Onderweg is er twee keer een via ferrata.